# إيرنيستو خيمينيز
إيرنيستو خيمينيز (28 يونيو 1989 بميامي في الولايات المتحدة - ) هو لاعب كرة قدم دومينيكاني في مركز الدفاع. شارك مع منتخب جمهورية الدومينيكان لكرة القدم. أما مع النوادي، فقد لعب مع Western Michigan Broncos ‏ وSan Diego Toreros ‏.

## وصلات خارجية
- إيرنيستو خيمينيز على موقع الاتحاد الدولي (مؤرشف)  (الإنجليزية)
- إيرنيستو خيمينيز على موقع قاعدة بيانات كرة القدم.إي يو (الإنجليزية)
- إيرنيستو خيمينيز على موقع ناشيونال فوتبول تيمز (الإنجليزية)